# Andrés Chitiva
Andrés Chivita (nasceu no dia 13 de Agosto de 1979, na cidade de Bogotá) é um jogador de futebol profissional colombiano que atualmente joga pelo Veracruz.